# Жилстрой (Мурманск)
Жилстрой — микрорайон и историческая часть города Мурманска.

## История
Застройка микрорайона Жилстрой началась в годы первой пятилетки (1928—1932).

## Улицы
Проспект Кирова является северной границей микрорайона. Здесь на улице находится Мурманский Государственный Технический Университет.
Советская улица расположена южнее проспекта Кирова и тянется в направлении с северо-запада на юго-восток. Лежит выше проспекта Кирова и тянется параллельно МГТУ до улицы Марата. На улице располагаются общежития МГТУ.
Улица Фрунзе. Названа в честь Михаила Васильевича Фрунзе. Улица тянется с северо-запада на юго-восток по склону Петушиной сопки параллельно проспекту Кирова и лежит между улицами Советской и Халтурина. Один конец улицы выходит на улицу Спортивную, другой — на улицу Марата.
Улица Халтурина названа в честь С. Н. Халтурина. На улице находится Полярный Геофизический Институт и церковь общины адвентистов Седьмого дня.
Спортивная улица. Здесь расположена школа № 29.
Улица Горького названа в честь Максима Горького. На улице есть общежития МГТУ.
Улица Генералова названа в честь капитана Алексея Петровича Генералова. На ней расположен магазин «Утро» и школа № 4.
Улица Марата названа в честь одного из вождей якобинцев в период Великой французской революции Жана Поля Марата. На улице находится ОАО «Такси 007» и управление механизации строительства треста «Спецстроймеханизация», а также школа № 37.
Улица Котовского названа в честь Григория Ивановича Котовского. На ней стоит Свято-Никольский православный храм.
Улица Новосельская. На ней находится телекомпания «Блиц».
Улица Полярной Дивизии. На ней расположена школа № 12.
Улица Генерала Журбы названа в честь генерал-майора Александра Афанасьевича Журбы.
Также есть улицы Зелёная, Декабристов, Колхозная, Владимирская, Заречная, Печенгская, Полевая и Хибинский переулок.